# José Joaquim Gomes de Vilhena
José Joaquim Gomes Nobre de Vilhena GCNSC (Beja, Santa Clara de Louredo, 3 de Outubro de 1844 - Ferreira do Alentejo, Ferreira do Alentejo, 24 de Dezembro de 1925), 1.º Visconde de Ferreira do Alentejo, foi um político e juiz português. É considerado como uma das figuras notáveis na história da vila de Ferreira do Alentejo.

## Biografia
Filho de João Francisco de Vilhena (Ferreira do Alentejo, Ferreira do Alentejo, 16 de Outubro de 1806 - ?) e de Henriqueta de Melo Garrido.[carece de fontes?] Nasceu num palacete no centro da vila, na Rua Visconde de Ferreira. Pertenceu à família Vilhena, que foi uma das mais importantes na história de Ferreira do Alentejo, em conjunto com a Pessanha, tendo sido responsáveis por uma fase de renovação urbanística da vila, na transição para o século XIX.
Foi Bacharel em Direito pela Faculdade de Direito da Universidade de Coimbra. Exerceu como Presidente da Câmara Municipal da sua terra natal, e juiz substituto da comarca. Foi o líder local do Partido Regenerador, e Par do Reino eletivo. O título de 1.º Visconde de Ferreira do Alentejo foi-lhe concedido por Decreto de D. Luís I de Portugal de 12 de Março de 1885. Nos finais do século, a Junta da Paróquia encomendou o quadro Assunção de Nossa Senhora ao artista Eloy Amaral, para o interior da Igreja Matriz, obra que custou 150 mil Réis, dos quais um terço foram pagos pelo Visconde de Vilhena. Em 1913 ofereceu uma lápide sepulcral e uma base de mármore romanas, encontradas em Santa Margarida do Sado.
Casou em 1873 com sua prima Amélia Augusta de Vilhena (Alcácer do Sal, Vale de Guizo, 1 de Novembro de 1853 - Ferreira do Alentejo, Ferreira do Alentejo, 29 de Janeiro de 1951), filha de Manuel de Vilhena e de sua mulher Bertília Maria, com geração. Faleceu em 24 de Dezembro de 1925.
Foi condecorado com a Grã-Cruz da Ordem de Nossa Senhora da Conceição de Vila Viçosa e a Ordem de Isabel a Católica de Espanha. A casa onde nasceu foi igualmente classificada como Imóvel de Interesse Municipal, e o nome de Visconde de Ferreira foi colocado na rua onde se situa esta casa, em Ferreira do Alentejo.

## Leitura recomendada
- Ferreira do Alentejo: Documentos para a sua História. (Quatro volumes). Ferreira do Alentejo: Câmara Municipal de Ferreira do Alentejo. 2004–2008